# A Brasileira

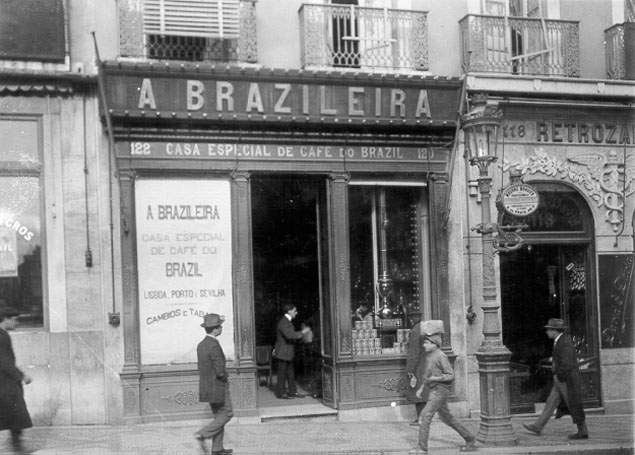
A Brasileira nel 1911, foto di Joshua Benoliel

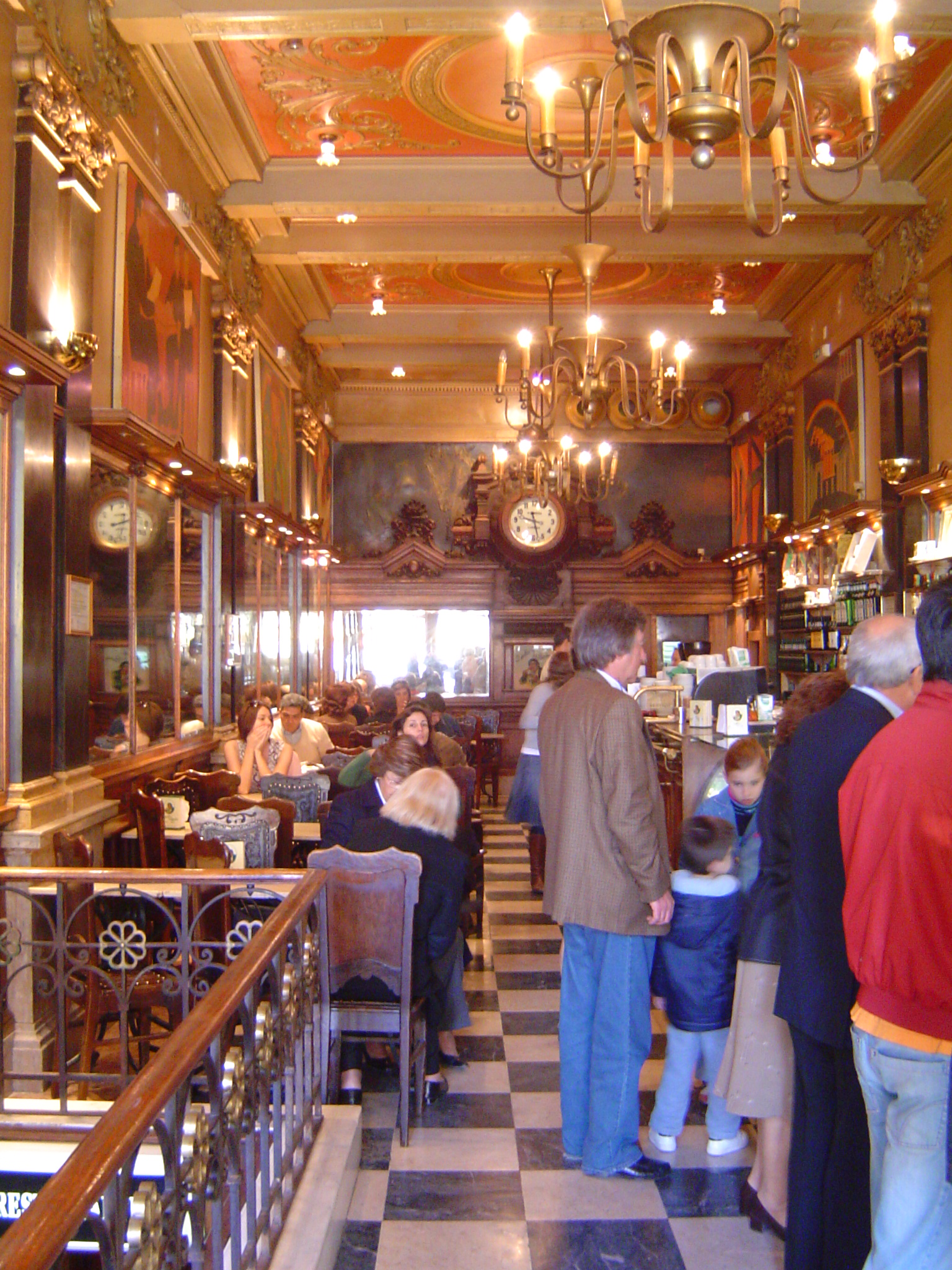
A Brasileira, interno oggi

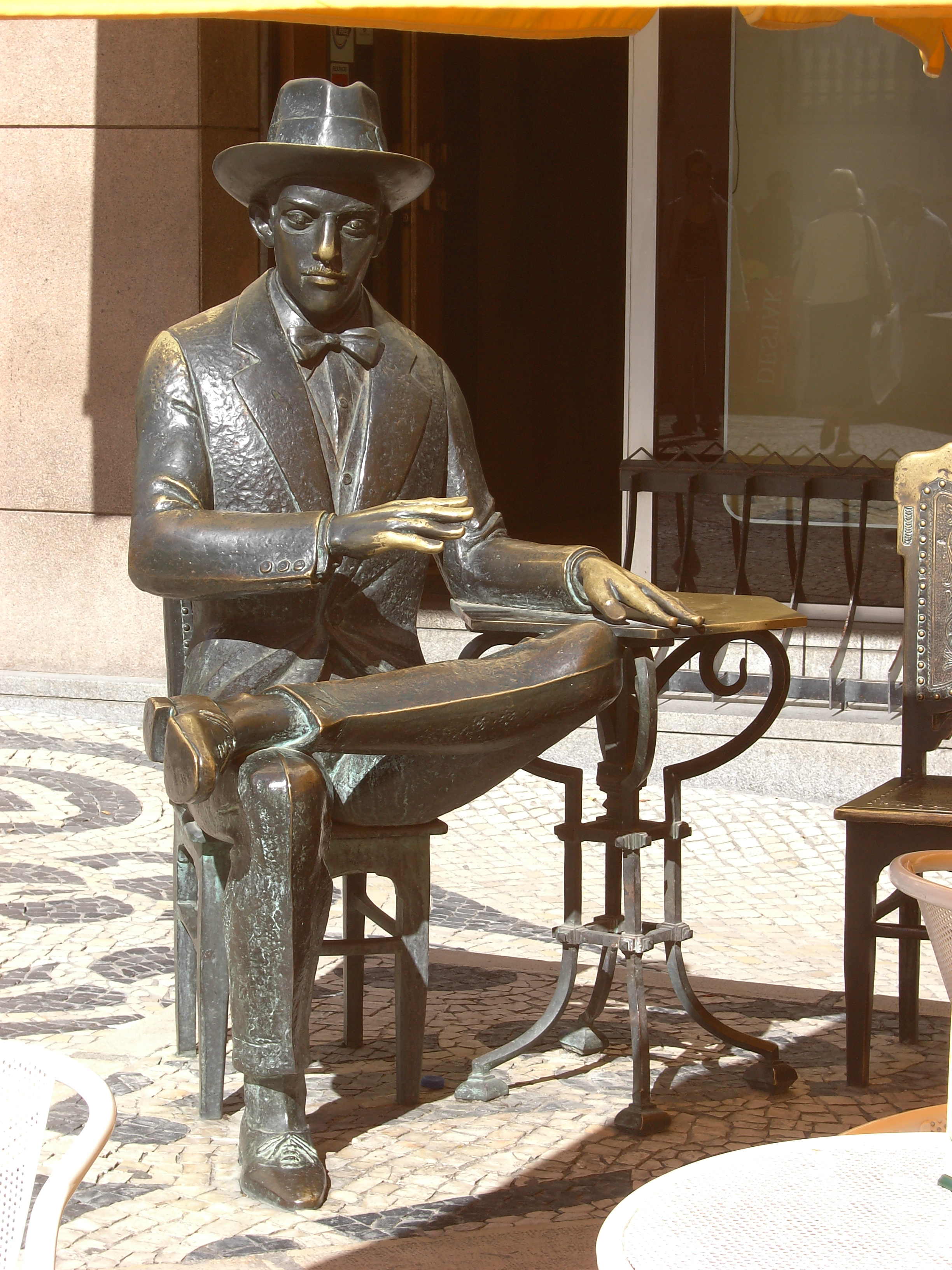
La statua di Pessoa fuori dal locale

A Brasileira (dal portoghese, "la brasiliana") è uno dei più antichi e famosi caffè di Lisbona, in Portogallo. Si trova in rua Garrett, nel quartiere storico dello Chiado.

## Storia
Il locale fu aperto da Adriano Telles il 19 novembre 1905 come secondo dei negozi omonimi (dopo quello di Porto aperto nel 1903) destinati alla vendita del "vero caffè brasiliano" originario dello stato di Minas Gerais. Il negozio vendeva molti altri prodotti, come olio, farina, tè, diversi tipi di peperoncino e di vino. È stato il primo locale a servire la bica, una tazzina di caffè simile a un espresso, ma più lunga e di sapore meno forte.
Fu ristrutturato nel 1908 e poi nel 1922, diventando un vero e proprio bar. Gli interni vennero decorati in stile Art déco. Negli anni sessanta le opere vennero spostate al Museo Nazionale di Arte Contemporanea (anche noto come Museu do Chiado).
Nel 1997 le autorità portoghesi, per decreto, classificarono A Brasileira nel "Patrimonio architettonico portoghese", come "Immobile di interesse pubblico".
È sempre stato meta di intellettuali, inclusi il poeta Fernando Pessoa e gli scrittori Almada Negreiros, Jorge Barradas, Aquilino Ribeiro e Alfredo Pimenta. Una statua in bronzo di Pessoa è stata posata all'esterno del caffè nel 1988: il poeta siede ad uno dei tipici tavoli esagonali del locale.